# Der letzte Satz
Der letzte Satz ist ein Roman von Robert Seethaler über die letzten Lebensjahre des Komponisten Gustav Mahler sowie über dessen Verhältnis zu Leben und Tod im Angesicht des eigenen körperlichen Verfalls.

## Handlung

### Rahmenhandlung
Gustav Mahler befindet sich mit seiner Frau Alma Mahler und der kleinen Tochter Anna auf dem Dampfschiff Amerika und reist von New York City, wo er die New Yorker Philharmoniker dirigierte, zurück nach Europa. Gesundheitlich sehr geschwächt und fiebernd, sitzt er an Deck und schaut aufs Meer, während Alma und Anna noch unter Deck beim Frühstück sitzen. Er lässt sich von einem 14-jährigen deutschen Schiffsjungen Tee bringen, mit dem er auch kurze Gespräche über das Meer und über die Musik anknüpft, ansonsten ist er in Erinnerungen an verschiedene Episoden seines Lebens vertieft.
Der Schiffsjunge richtet ihm aus, dass Alma sich um ihn sorgt und er wieder ins Warme kommen soll, was er aber ablehnt. Er steht an die Reling gelehnt und schaut aufs Meer, bricht schließlich zusammen und muss in seine Kabine getragen werden.

### Binnenhandlung
Die Erzählung folgt Mahlers Erinnerungen an einschneidende Ereignisse in seinem Leben, die aber nicht chronologisch erzählt werden. Die früheste Erinnerung ist ein Synagogenbesuch mit seinen Eltern in seiner frühen Kindheit. Ausführlicher wird die Zeit ab 1897 dargestellt, als er Direktor der Wiener Hofoper wurde. Er nutzt diese Stelle, um das Musiktheater entscheidend zu reformieren, auch gegen Widerstände des Publikums, der Musiker und des Hofes. 1901 lernt er die 19 Jahre jüngere Alma Schindler kennen, die als schönste junge Frau der gehobenen Wiener Gesellschaft gilt. Die beiden heiraten 1902; die erste Tochter Maria kommt Ende 1902 zur Welt, 1904 wird die zweite Tochter Anna geboren.
Mahler arbeitet sehr viel und ist viel unterwegs: Den Sommer verbringt die Familie auf dem Land, wo er den ganzen Tag in seinem „Komponierhäuschen“ verbringt. Herbst, Winter und Frühjahr sind mit der Arbeit an der Wiener Hofoper sowie Konzertreisen durch ganz Europa angefüllt. Alma fühlt sich immer mehr vernachlässigt und hat das Gefühl, ständig auf Mahler warten zu müssen.
1907 stirbt Maria mit fünf Jahren an Diphtherie. Mahler beendet das Engagement an der Hofoper, da es immer mehr Konflikte über die künstlerische Ausrichtung gibt und die Wiener Zeitungen eine (teils antisemitisch gefärbte) Kampagne gegen ihn starten. Er dirigiert von nun an in New York, wo er begeistert empfangen wird, verbringt die Sommer aber zum Komponieren weiterhin in den Bergen in Österreich. 1910 erfährt er zufällig, durch einen falsch adressierten Liebesbrief, von Almas Affäre mit dem Architekten Walter Gropius. Alma wirft ihm vor, eifersüchtig und egoistisch zu sein und sie zu vernachlässigen. Letztendlich bleibt sie bei Mahler, er vermutet jedoch, dass sie aufgrund seiner häufigen Erkrankungen seinen Tod vorausahnt und ihn nur aus Mitleid nicht verlässt. Auch um diesen Schock zu verarbeiten, trifft sich Mahler mit dem Psychoanalytiker Sigmund Freud in dessen Urlaubsort Leiden, Freud kann ihm jedoch nicht entscheidend weiterhelfen.
Mahlers ambivalentes Verhältnis zum eigenen Ruhm wird z. B. darin deutlich, dass er nur widerwillig zustimmt, als Alma dem Bildhauer Auguste Rodin den Auftrag zu einer Mahler-Büste gibt. In Paris, auf der Durchreise nach Amerika, kann er sich nur einmal dazu entschließen, Rodin Modell zu sitzen. Im selben Jahr, 1910, gibt es wegen der Uraufführung seiner 8. Sinfonie in München Streitigkeiten mit dem Konzertveranstalter Emil Gutmann, der das Werk wegen seiner großen Chor- und Orchesterbesetzung reißerisch als Sinfonie der Tausend vermarktete. Bei der Uraufführung selbst wird Mahler frenetisch bejubelt.

### Schlusskapitel
Das letzte Kapitel wird aus der Perspektive des Schiffsjungen erzählt und spielt einige Monate später. Er arbeitet inzwischen als Dockarbeiter im New Yorker Hafen und lebt in einer Arbeiter-Unterkunft. In einem Café findet er eine alte Zeitung und erkennt auf einem Foto darin Mahler wieder. Er lässt sich von dem ebenfalls deutschen Cafe-Besitzer den Text übersetzen: Es ist ein Bericht über Mahlers Beerdigung. Er ist traurig, weil er dessen Musik nie gehört hat und glaubt, dass diese nun unwiederbringlich verloren wäre. Er kehrt in seine Unterkunft zurück und beschließt, dass es am nächsten Tag „Zeit zu gehen“ sei.

## Veröffentlichung
Der Roman erschien 2020 im Hanser Verlag. 2021 folgte die Taschenbuchausgabe bei Goldmann sowie das von Matthias Brandt gesprochene Hörbuch.
Der Roman wurde ins Bulgarische, Französische, Italienische, Kroatische, Niederländische, Schwedische und Türkische übersetzt.

## Rezeption
Der letzte Satz wurde in die Longlist zum Deutschen Buchpreis aufgenommen.
Die Reaktion der Literaturkritik war zwiespältig: Einerseits wird der für Seethaler typische knappe und verdichtete Sprachstil gelobt. Dadurch gelinge dem Autor ein „ergreifendes Porträt“, das das Genie Mahler als verletzlichen und nahbaren Menschen zeige. Zum anderen wird aber bemängelt, dass Seethaler gar nicht erst versucht, Mahlers Musik zu beschreiben. Die Bedeutung von dessen Werk bleibt somit unklar; die aus Mahlers Erinnerung beschriebenen Ereignisse werden nur angedeutet und weisen kaum über sich hinaus. Einige Rezensenten weisen auf die inhaltliche Nähe zu Thomas Manns Novelle Der Tod in Venedig sowie dessen Verfilmung hin.